# メルヴィル子爵
メルヴィル子爵（英: Viscount Melville）はイギリスの子爵、貴族。連合王国貴族爵位。トーリー党の政治家ヘンリー・ダンダスが1802年に叙位されたことに始まる。

## 歴史

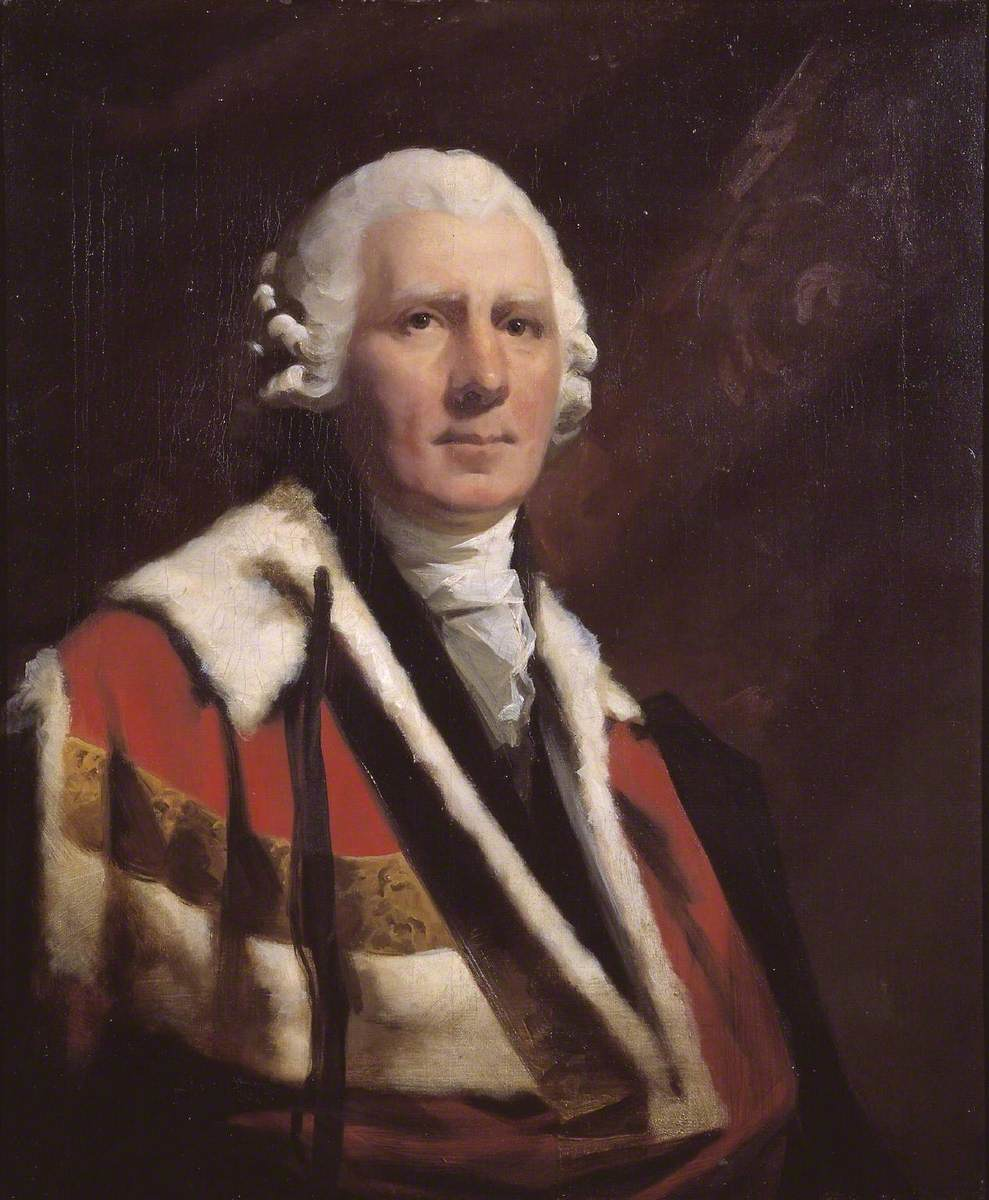
初代メルヴィル子爵ヘンリー・ダンダス

トーリー党の政治家ヘンリー・ダンダス(1742-1811)はウィリアム・ピット(小ピット)の盟友で、同内閣のインド庁長官や陸軍大臣といった要職を歴任した。彼は同職退任後の1802年12月24日に連合王国貴族としてエディンバラ州メルヴィルのメルヴィル子爵(Viscount Melville, of Melville in the County of Edinburgh)及びパース州におけるダニラ男爵(Baron Dunira, in the County of Perth)に叙された。

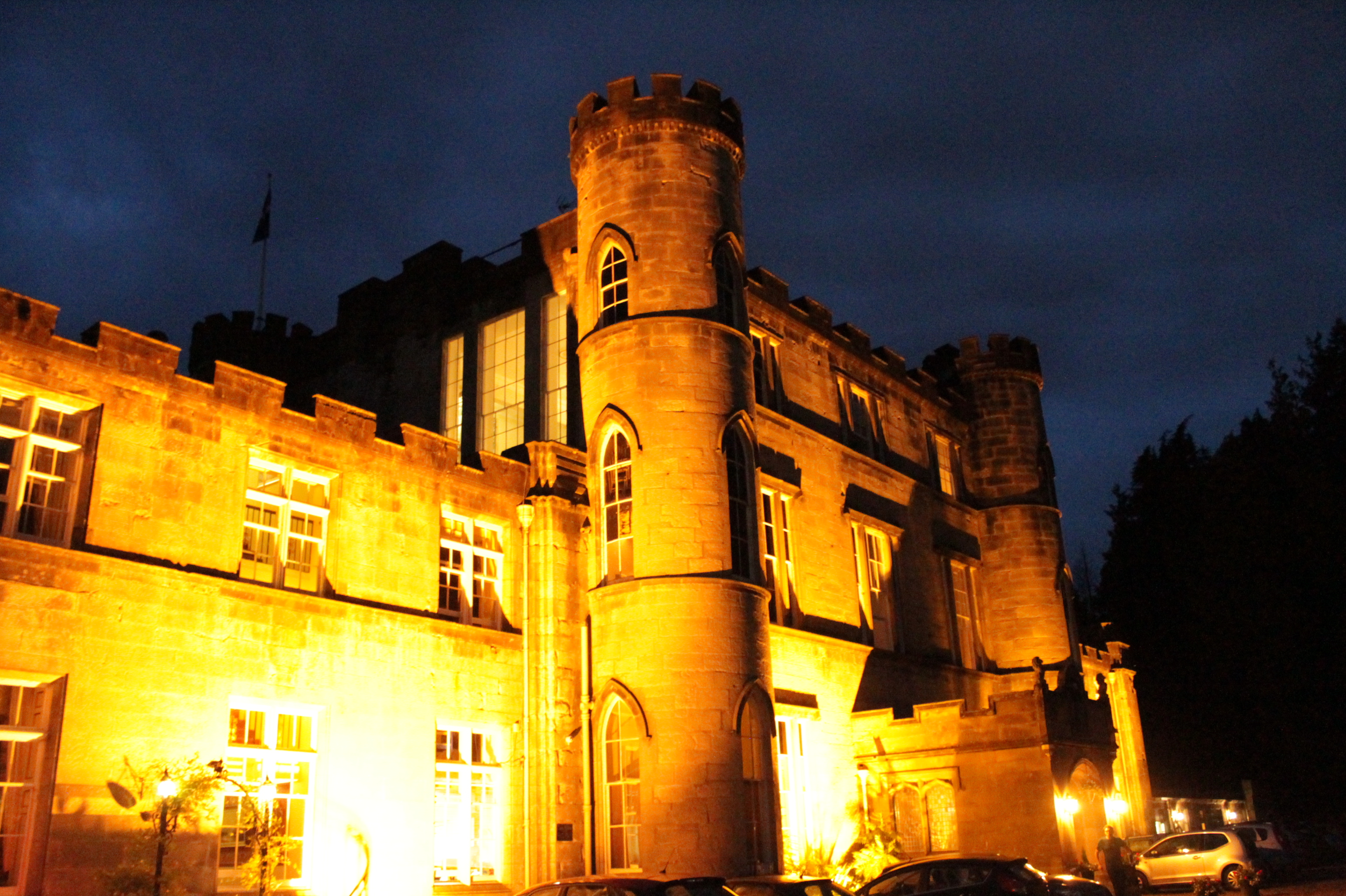
旧邸宅であるメルヴィル城の夜景。1980年代に売却。

初代子爵は続く第2次ピット内閣でも海軍大臣を務めた。しかし彼は海相在任中の1805年に公金横領の嫌疑がもたれ、さらに翌年には議会より弾劾された結果、同職を罷免された。その後の1809年にスペンサー・パーシヴァル首相から伯爵位叙爵の打診があったが、彼はこの提案を固辞した。初代子爵ののちは息子ロバートがその後を襲った。
2代子爵ロバート(1771–1851)は、ヘイスティングス選挙区選出の庶民院議員を務めたのち、インド庁長官や海軍大臣を歴任している。また、彼は母方の姓を加えて「ソンダース＝ダンダス」をその姓とした。
3代子爵ヘンリー(1801-1876)は英国陸軍軍人として第2次シク戦争下のグジャラートの戦いに参加したほか、1837年のカナダ騒乱の鎮定にあたった。
その後の1886年に先代の弟である4代子爵ロバート(1803-1886)が亡くなると、甥のロバート、その弟チャールズの順で爵位は継承された。以降、チャールズの系統で8代子爵ヘンリー（1909–1971）まで続いたのち、1971年に彼が亡くなると、その甥ロバートが爵位を相続した。
9代子爵ロバート(1937-2011)は、1980年代に一族の代々の邸宅であるメルヴィル城（ダルキースやラスウェイドにほど近い小村に所在）をナショナルトラストに売却した。
2019年現在、その息子である10代子爵が現当主である。

## 現当主の保有爵位
現当主である第10代メルヴィル子爵ロバート・ヘンリー・カークパトリック・ダンダスは以下の爵位を有している。
- 第10代エディンバラ州メルヴィルのメルヴィル子爵(10th Viscount Melville, of Melville in the County of Edinburgh)
(1802年12月24日の勅許状による連合王国貴族爵位)
- 第10代パース州のダニラ男爵(10th Baron Dunira,in the County of Perth)
(1802年12月24日の勅許状による連合王国貴族爵位)

## メルヴィル子爵（1802年）

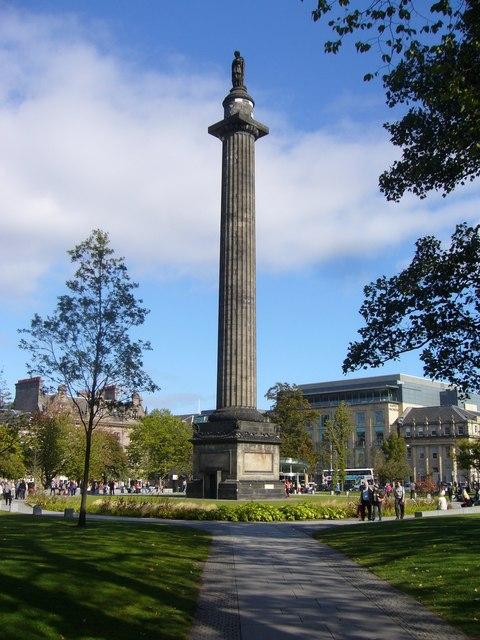
メルヴィル記念碑
エディンバラ市セント・アンドリュー広場。1821年に初代子爵ヘンリー・ダンダスを記念して建立された。

- 初代メルヴィル子爵ヘンリー・ダンダス（英語版） （1742-1811）
- 第2代メルヴィル子爵ロバート・ソンダース=ダンダス（英語版） （1771–1851）
- 第3代メルヴィル子爵ヘンリー・ダンダス（英語版） （1801-1876）
- 第4代メルヴィル子爵ロバート・ダンダス （1803-1886）
- 第5代メルヴィル子爵ロバート・ダンダス （1835–1904）
- 第6代メルヴィル子爵チャールズ・サンダース・ダンダス （1843-1926）
- 第7代メルヴィル子爵ヘンリー・チャールズ・クレメント・ダンダス （1873-1935）
- 第8代メルヴィル子爵ヘンリー・チャールズ・パトリック・ブラウンカー・ダンダス （1909–1971）
- 第9代メルヴィル子爵ロバート・デヴィッド・ロス・ダンダス （1937–2011）
- 第10代メルヴィル子爵ロバート・ヘンリー・カークパトリック・ダンダス （1984-） [13]

法定推定相続人は現当主の息子マックス・デヴィッド・ヘンリー・ダンダス閣下（2018-）。

### 註釈
1. ↑  2019年現在、英国史上最後の弾劾により公職を罷免された人物である。彼は同時に枢密顧問官からも解任されている。[6]